# 苇鹀

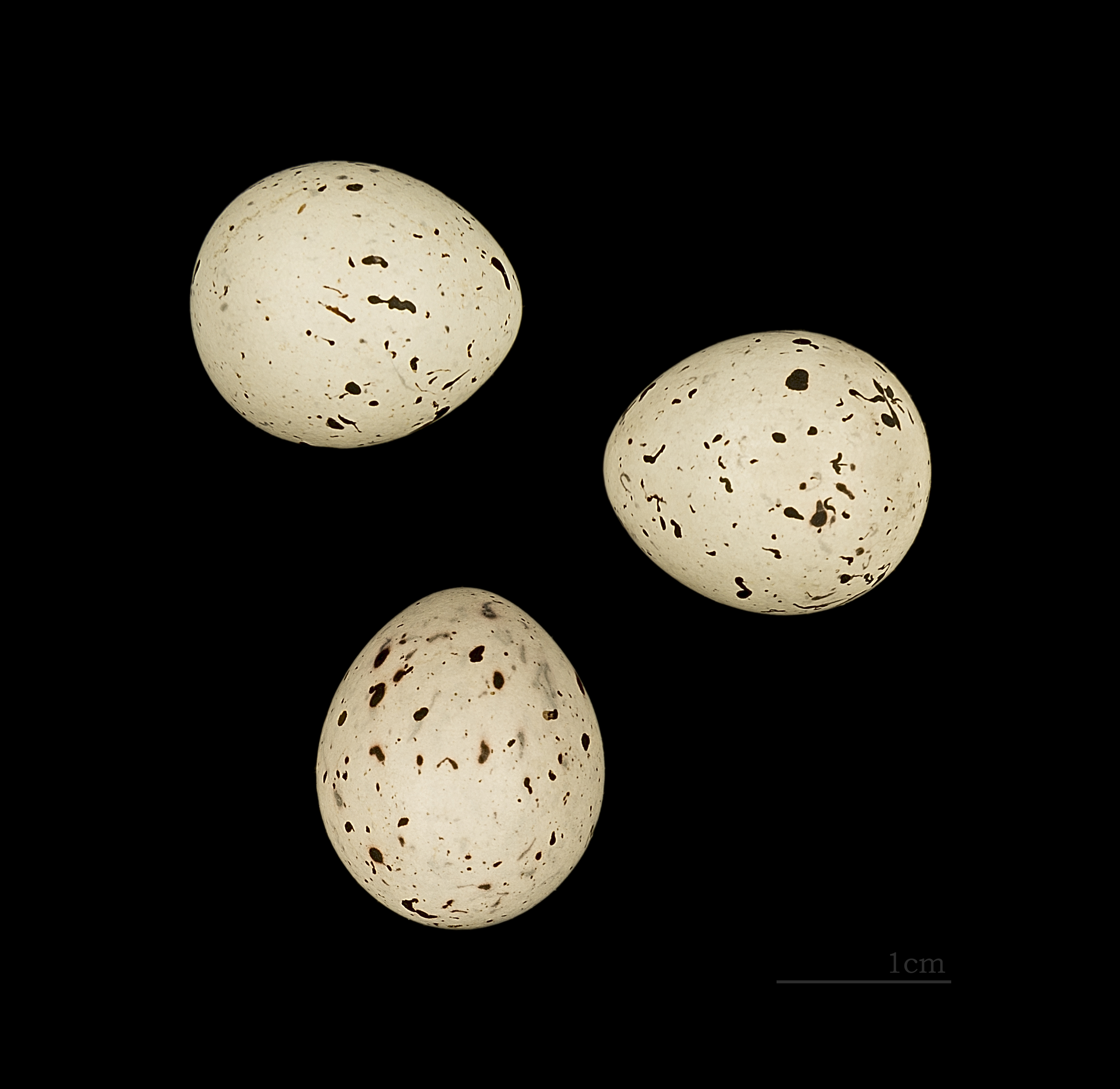
Emberiza pallas 土魯斯博物館

苇鹀（学名：Emberiza pallasi）为鵐科鹀属的鸟类，俗名山家雀儿、山苇容。鵐科這個科在大多數現代作者的分類中，已從雀科分出。

## 分類
鵐科包含大約300種以種子為食的鳥類，其中大多數分佈在美洲，但鵐屬（Emberiza）的40多個成員則局限於舊世界。在這個屬中，蘆鵐與紅頸葦鵐的親緣關係最為密切，而蘆鵐有時被歸類於Schoeniclus屬。
屬名Emberiza 來自古高地德語的Embritz，意指鵐。英文名稱和種小名pallasii 是為了紀念德國博物學家與探險家彼得·西蒙·帕拉斯。
它的繁殖範圍涵蓋北亞和中亞，直到蒙古。它是一種遷徙物種，冬季遷徙至東南亞。它是極為罕見的迷鳥，但已經出現在西歐，甚至遠至英國。

### 亞種
目前認可三個亞種：E. p. polaris，分佈於歐洲俄羅斯東北部、大部分北堪察加半島，冬季遷徙至中國東部；E. p. pallasi，分佈於蒙古和外貝加爾山脈，冬季在中國西部和北部；E. p. lydiae，分佈於南西伯利亞、北蒙古，冬季在中國北部。
- 苇鹀指名亚种（学名：Emberiza pallasi pallasi）。分布于俄罗斯、蒙古以及中国大陆的新疆、内蒙古、宁夏、甘肃等地。该物种的模式产地在西伯利亚。[6]
- 苇鹀东北亚种（学名：Emberiza pallasi polaris）。分布于俄罗斯、朝鲜以及中国大陆的内蒙古、黑龙江、河北、秦岭、江苏、福建等地。该物种的模式产地在Bogonida。[7]

## 分布與棲地
分布于俄罗斯、朝鲜以及中国大陆的东北、内蒙古、新疆、宁夏、甘肃、河北、河南、山东、江苏、福建等地，春季一般生活于平原沼泽地和沿溪的柳丛及芦苇中，秋冬多在丘陵、低山区的散有密集灌丛的平坦台地和平原荒地的稀疏小树上。该物种的模式产地在西伯利亚。
葦鵐常見於凍原靠近水體的灌木叢，也會在較乾燥的開闊區域繁殖，如開闊的落葉松森林。

## 描述
葦鵐是一種小型的雀形目鳥類，與小型蘆鵐相似，具有典型食種子鳥類的小喙。雄鳥有黑色的頭部和喉部，白色的頸圈和腹部，以及帶有重度斑紋的灰色背部（蘆鵐的背部則偏棕色）。雌鳥顏色較暗淡，頭部呈褐色並有斑紋，腹部的斑紋比雌性蘆鵐少。
雄鳥的歌聲是重複的sherp聲。

## 行為
它的自然食物在育幼期間主要是昆蟲，其他時間則為種子。

### 繁殖
繁殖季節在6月至8月之間，北部地區的繁殖期較早。巢築於灌木叢中，通常以草和莎草製作，內襯較細的材料，如較細的草和毛髮。每窩產卵3至5顆，蛋呈乳白色，具有鵐科特有的毛髮狀標記。孵化期為11天。